# Kathy Hilton
Kathleen Elizabeth Avanzino, detta Kathy e coniugata Hilton (New York, 13 marzo 1959), è una socialite, personaggio televisivo e attrice statunitense.

## Filmografia parziale

### Attrice
- La tata e il professore (Nanny and the Professor) - serie TV, un episodio (1970)
- Tre nipoti e un maggiordomo (Family Affair) - serie TV, un episodio (1971)
- Marcus Welby (Marcus Welby, M.D.) - serie TV, un episodio (1971)
- Vita da strega (Bewitched) - serie TV, un episodio (1971)
- Happy Days - serie TV, un episodio (1977)
- Agenzia Rockford (The Rockford Files) - serie TV, un episodio (1978)
- Il buio (The Dark), regia di John Cardos (1979)
- On the Air Live with Captain Midnight, regia di Beverly Sebastian e Ferd Sebastian (1979)

### Programmi televisivi
- The Simple Life - 6 episodi (2003-2007)
- I Want To Be a Hilton - 8 episodi (2005)
- Febbre d'amore (The Young and the Restless) - 2 episodi (2008)
- The World According to Paris - 4 episodi (2011)
- Life with La Toya - 9 episodi (2013-2014)
- The Real Housewives of Beverly Hills - 47 episodi (2011-2022)
- The Real - 6 episodi (2021-2022)
- Watch What Happens Live with Andy Cohen - 6 episodi (2021-2022)
- Entertainment Tonight - 14 episodi (2007-2022)

## Vita privata
Ha origini italiane da parte del padre Larry Avanzino ed irlandesi da parte della madre Kathleen Mary Dugan.
È sorellastra delle attrici Kim Richards e Kyle Richards.
Si è sposata all'età di 20 anni con il manager e dirigente alberghiero Richard Hilton, nel novembre 1979. La coppia ha avuto quattro figli: Paris Hilton (1981), Nicky Hilton (1983), Barron Nicholas Hilton II (1989) e Conrad Hughes Hilton III (1994).